# Kozmodemiansk
Kozmodemiansk (em russo:  Козьмодемьянск) é uma cidade na Rússia, na República de Mari El, localizada na confluência dos rios Vetluga e Volga. Kozmodemiansk é o centro administrativo do distrito de Gornomariysky em Mari El. 

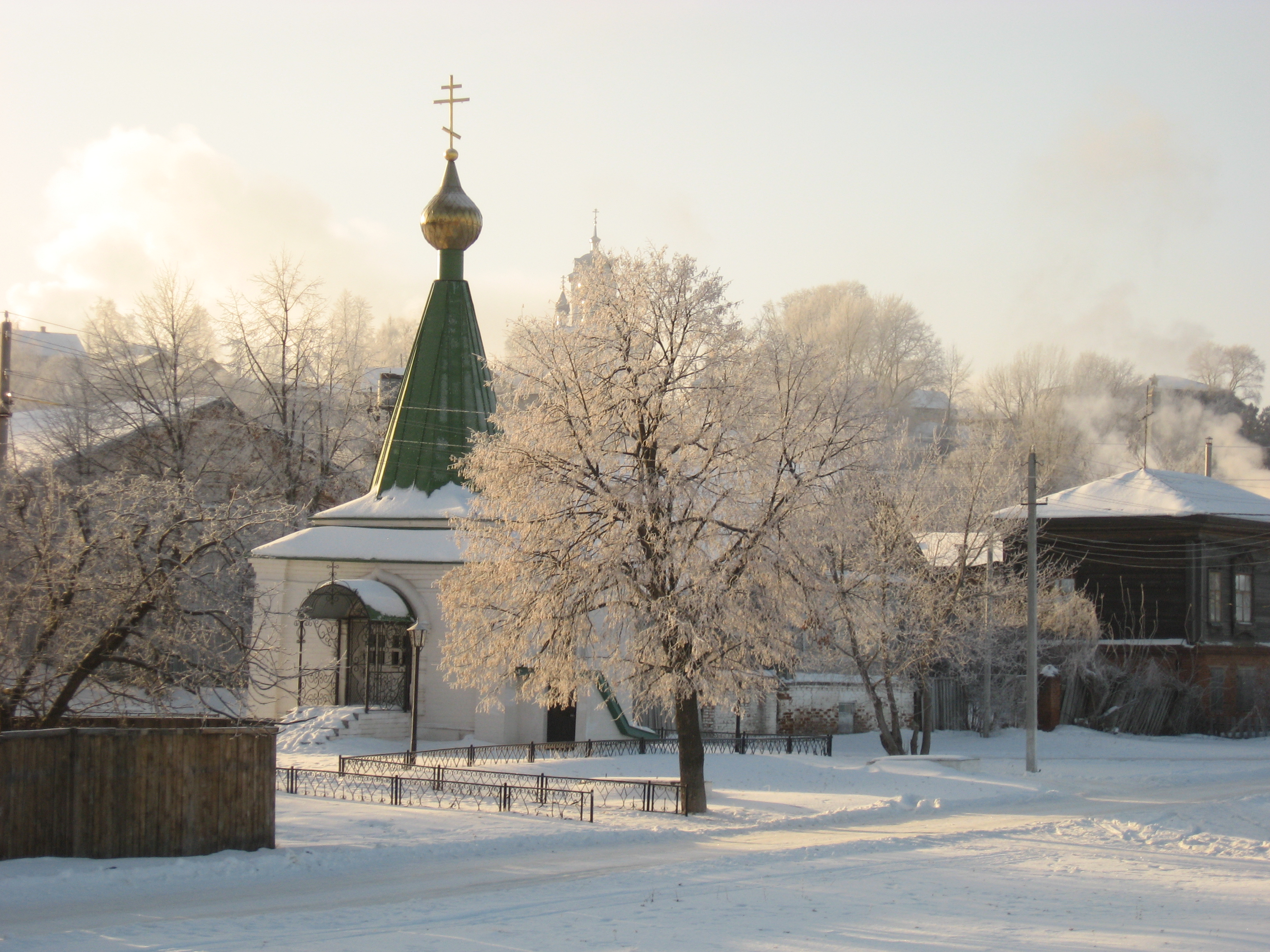
Vista da cidade

População: 22.771 (Censo 2002).